# Тамароа
Тамароа (на английски: Tamaroa) е северноамериканско индианско племе, част от Конфедерацията илиной, което вече не съществува като отделна единица. Около 3000 тамароа живеят от двете страни на Мисисипи, близо до устията на реките Илинойс и Мисури през 1680 г. По-късно се преместват до днешния Кахокия, където през 1699 г. е основана католическа мисия за тях. Скоро след това към тях се присъединяват кахокия. Двете племена напускат мисията през 1703 г. и се установяват на река Каскаския при каскаския, където впоследствие са почти унищожени от болести и войни с чикасо и шоуните. През 1803 г. останалите живи от племето са признати от САЩ като племето каскаския. След 1832 г. каскаския се слива с пеория в Канзас. Новото племе става известно вече като пеория. През 1867 г. пеория се премества в Оклахома.